# Суперга
Суперга (італ. Basilica di Superga) — католицька базиліка, в околицях Турина на вершині однойменного пагорба.
Звідси в 1706 році майбутній сардинський король Віктор Амадей II і його кузен Євген Савойський спостерігали за облогою міста французами й іспанцями. У разі успішного результату битви вони дали обітницю звести на цьому місці храм.
Будівництвом пишної купольної споруди, яке почалося в 1717 році, завідував майстер пізнього бароко — Філіппо Юварра. У базиліці поховані всі п'ємонтські королі, починаючи з Віктора-Амедея II.
4 травня 1949 року гора, на якій розташована базиліка, стала місцем авіакатастрофи літака з гравцями футбольного клубу «Торіно».

## Галерея

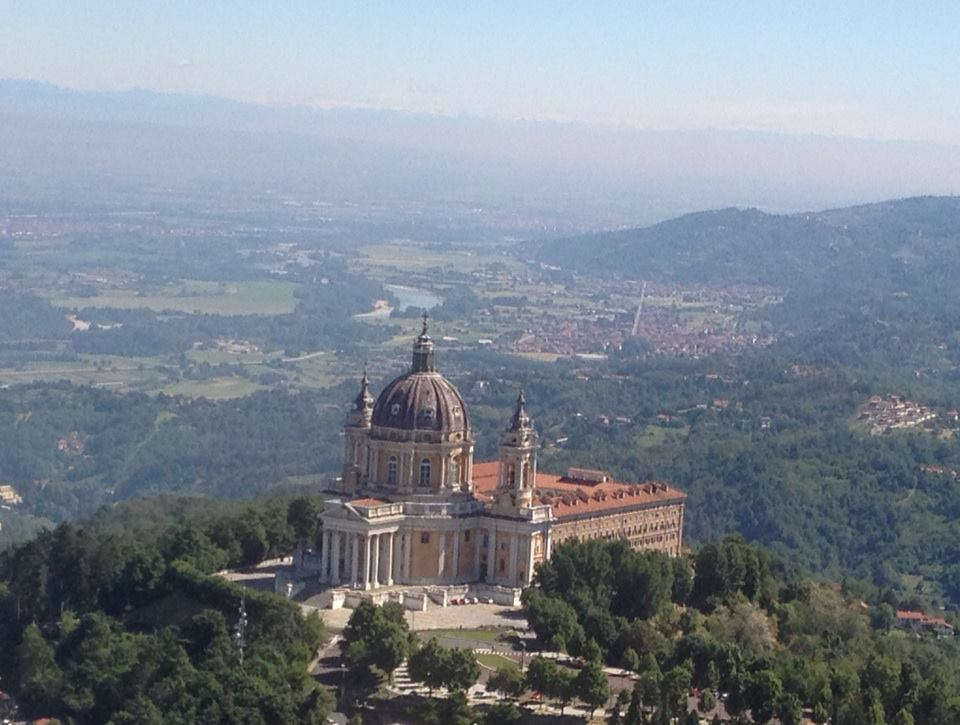
Вид з повітря на базиліку
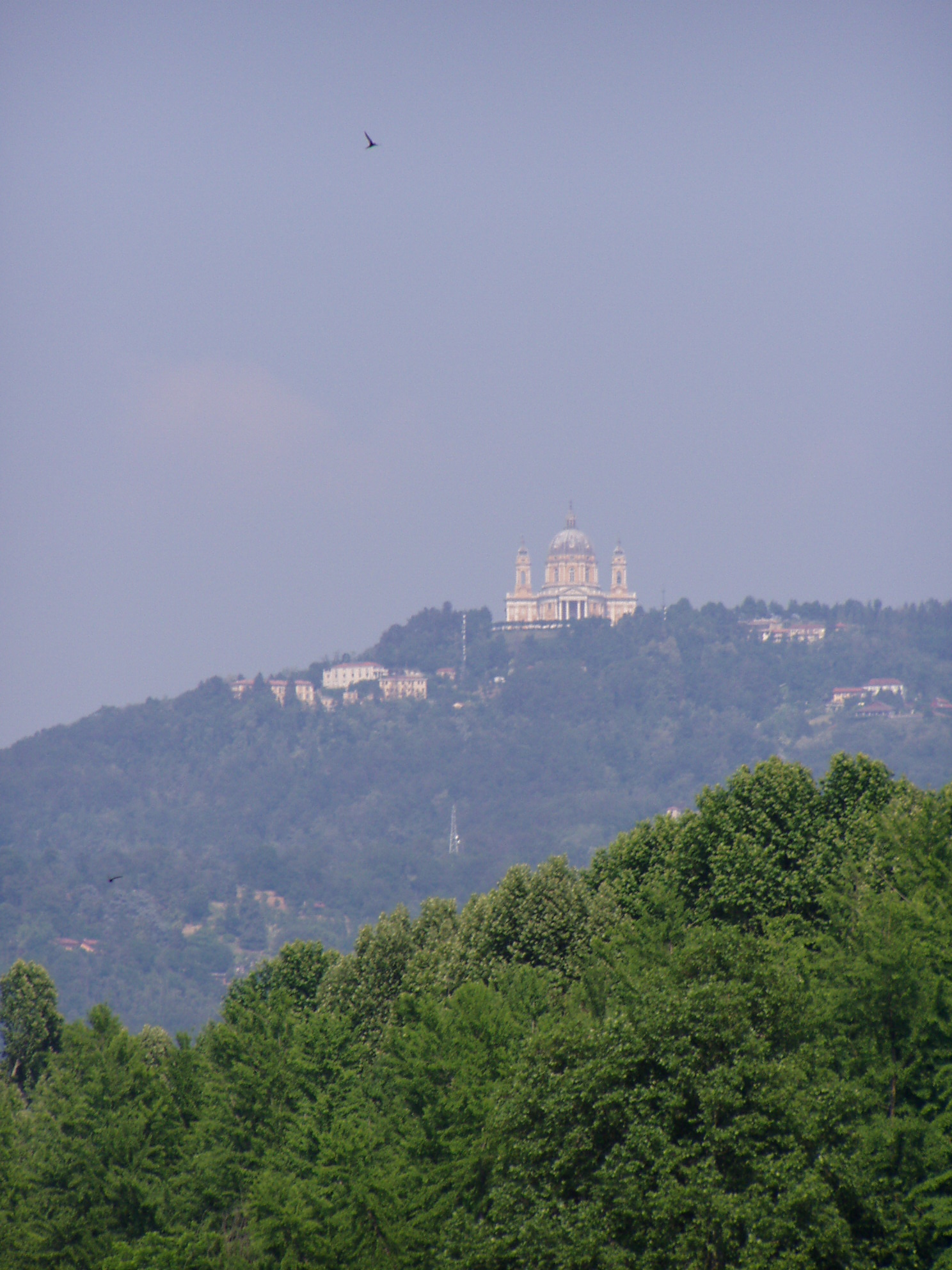
Пагорб
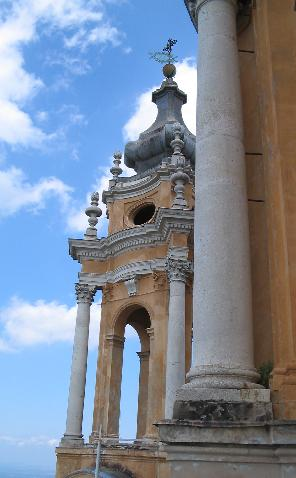
Одна з двох дзвіниць
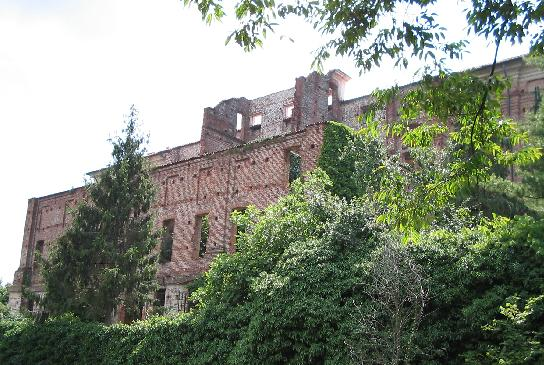
Задня стіна
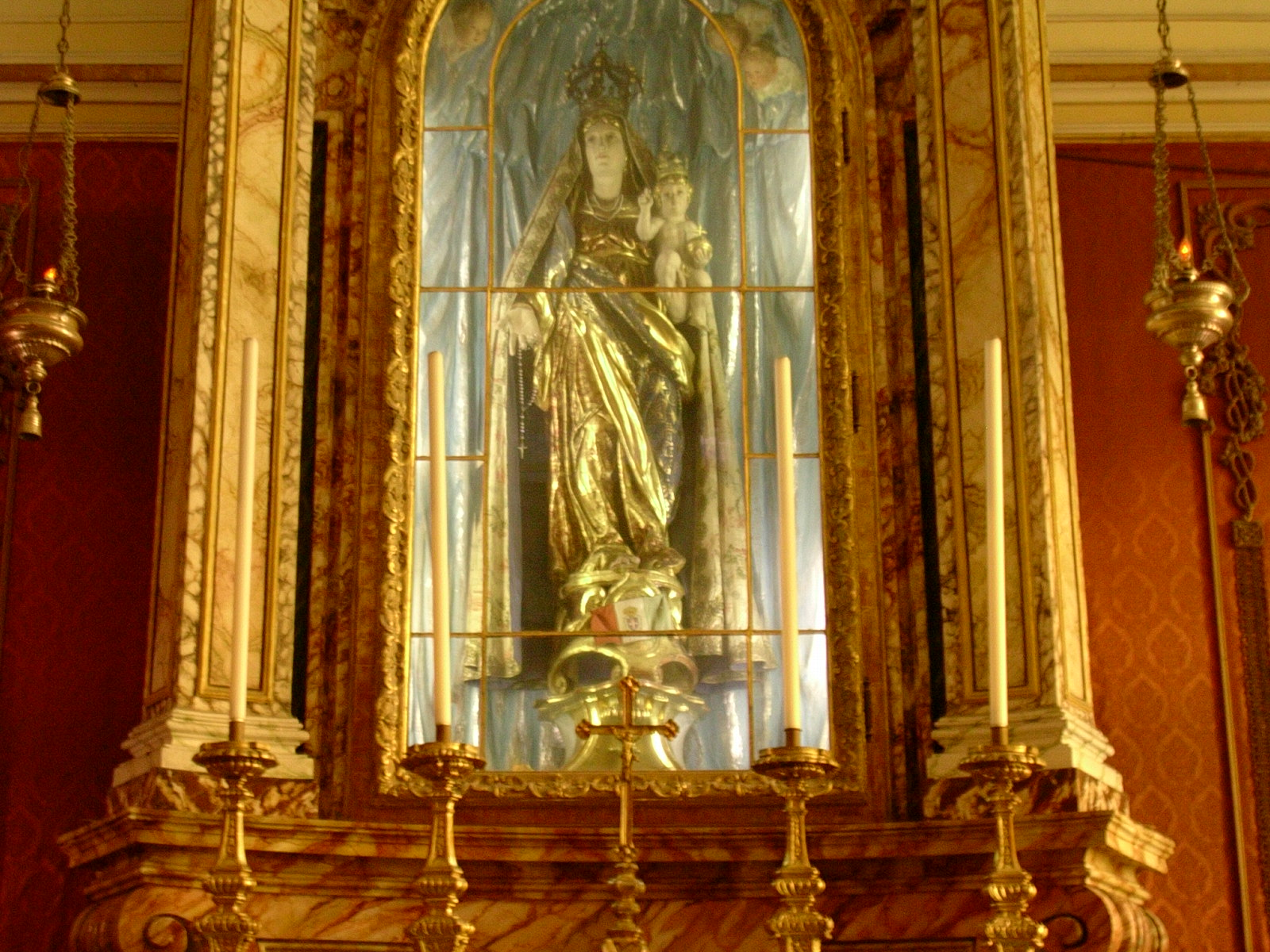
Вотумна статуя Мадонни, що знаходиться всередині каплиці
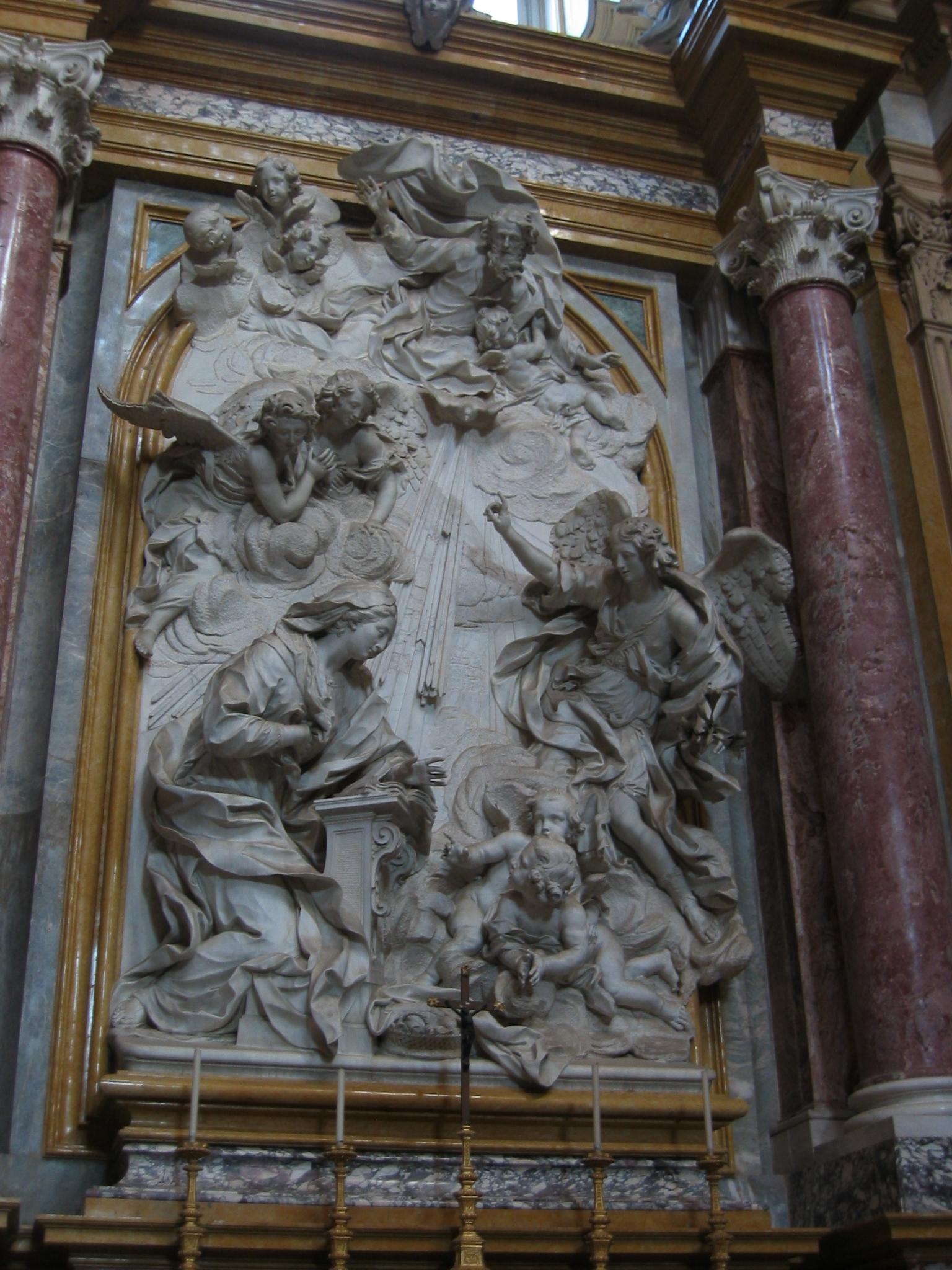
Скульптура з зображенням Благовіщення
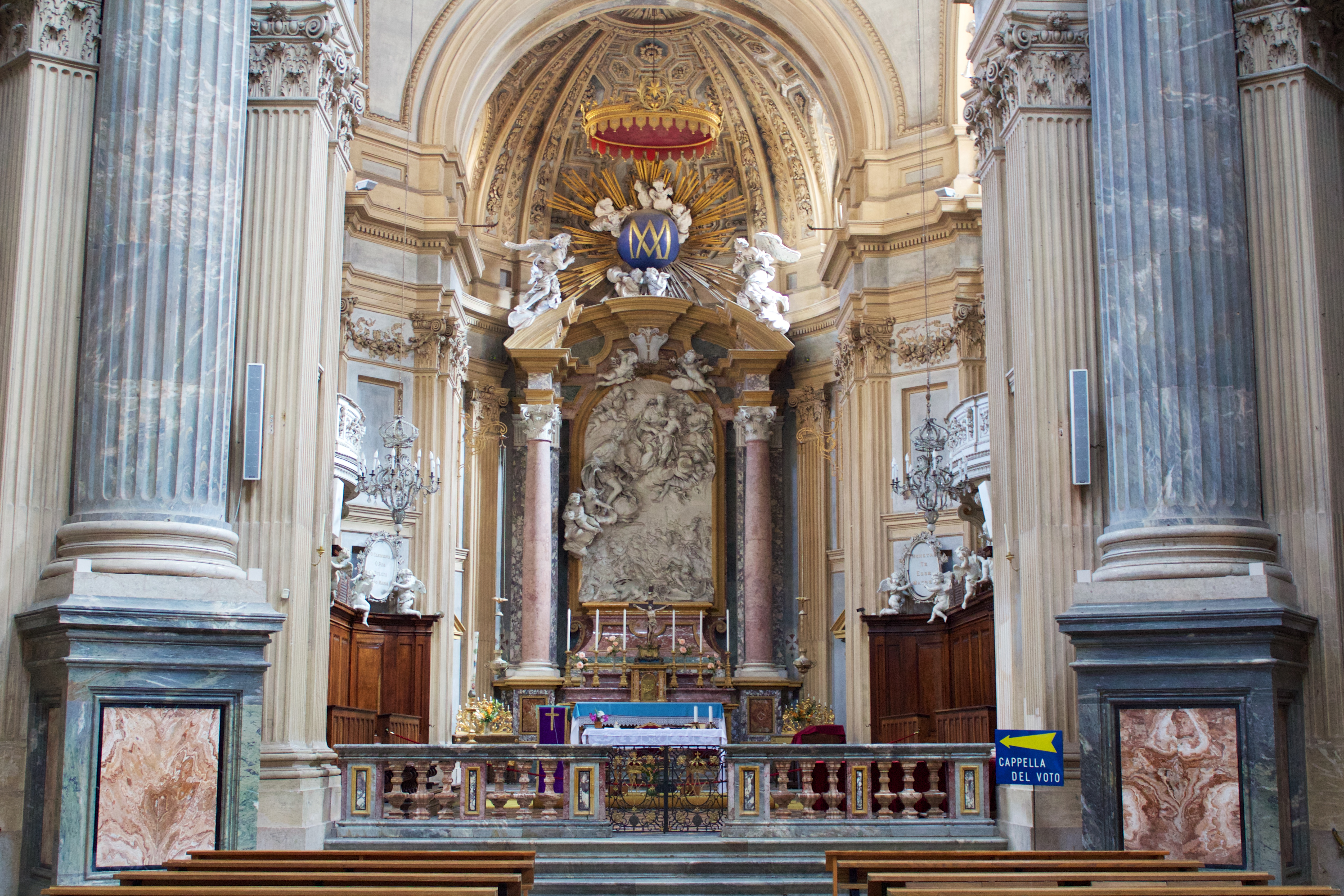
Вид на вівтар
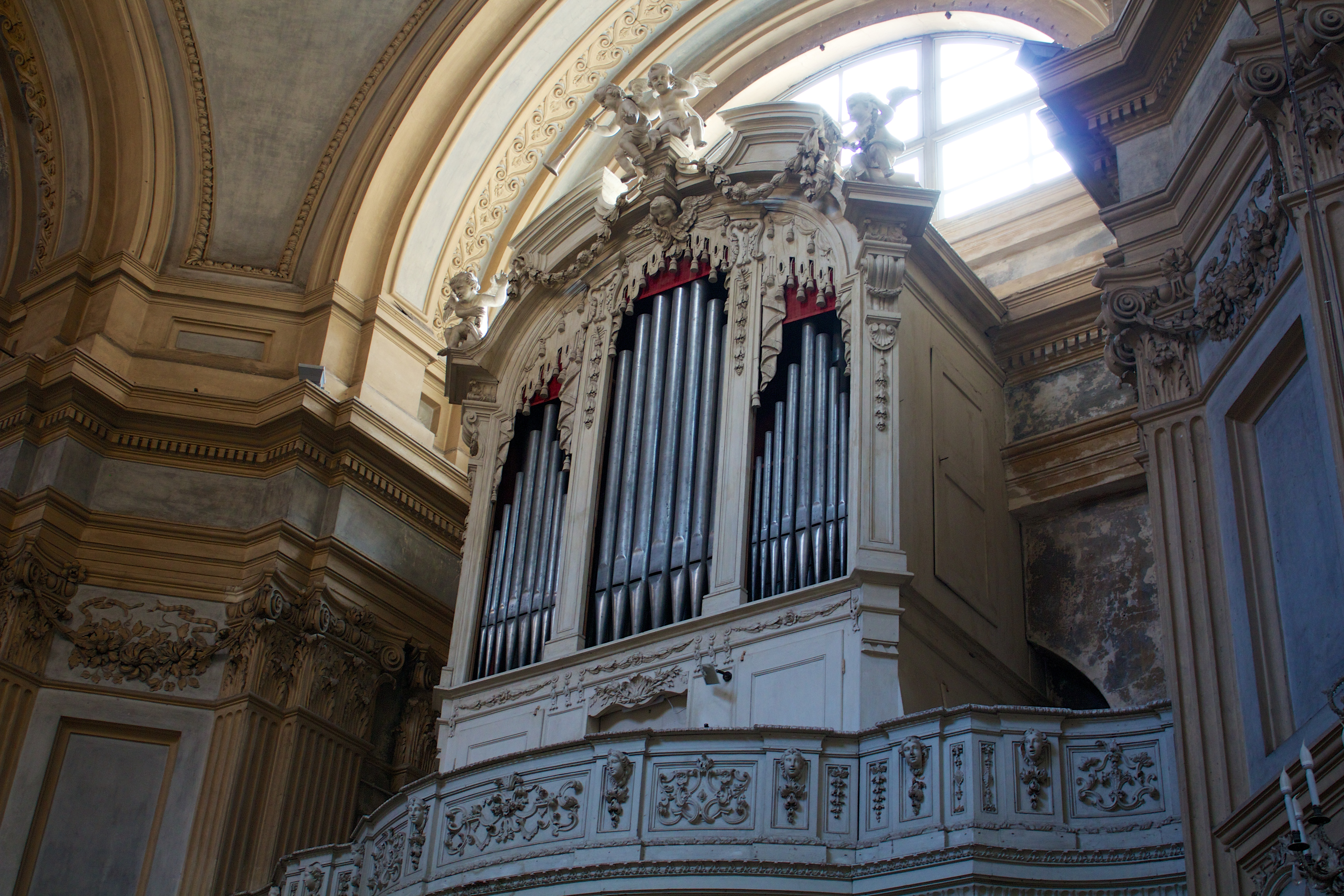
Орган базиліки
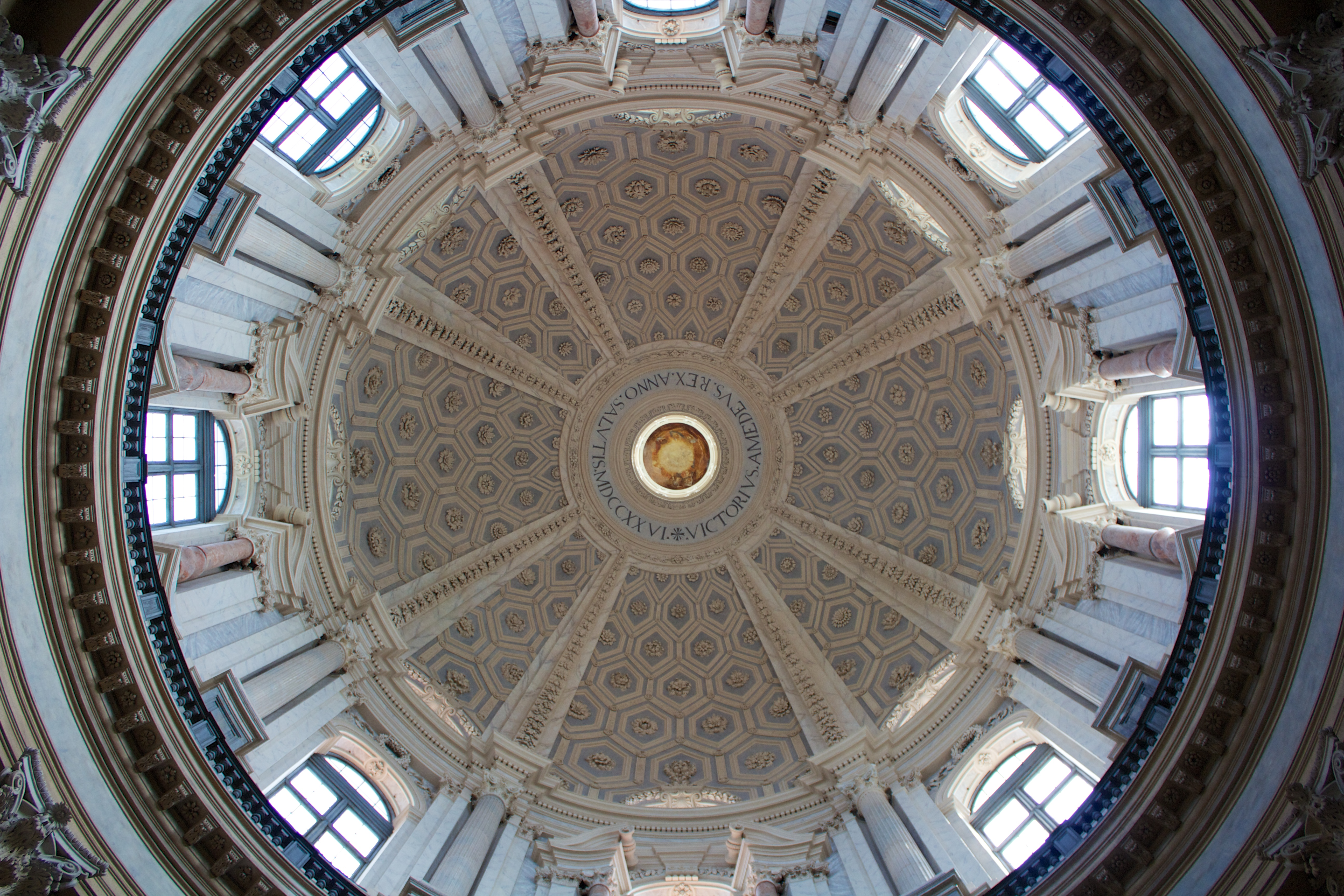
Фрагмент інтер'єру купола
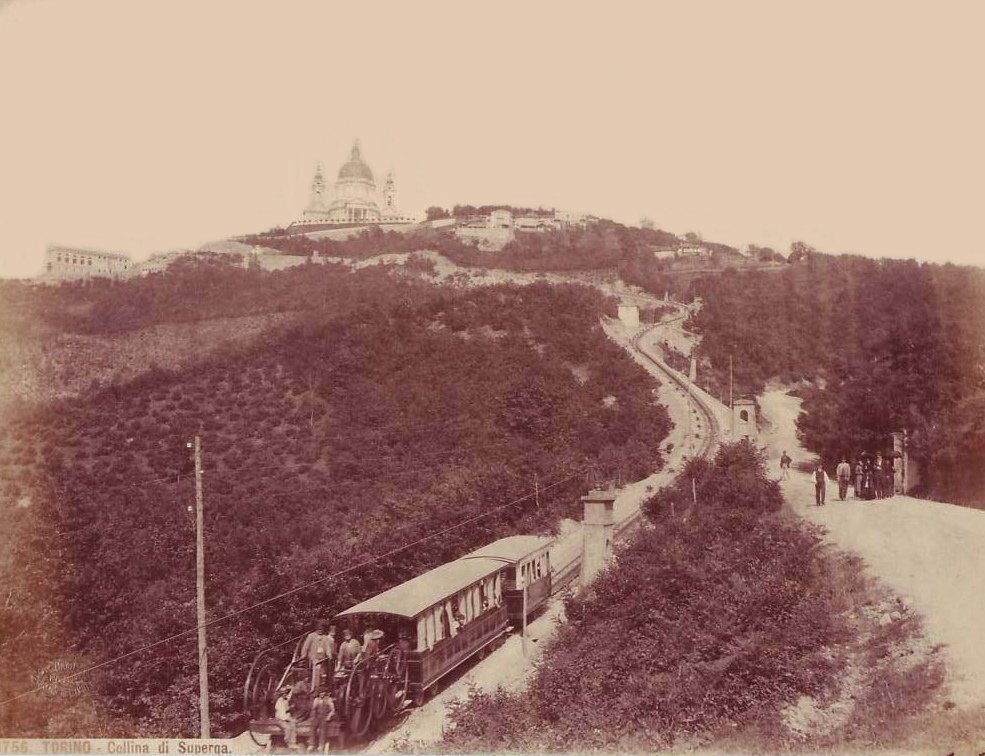
Суперга у другій половині ХІХ століття
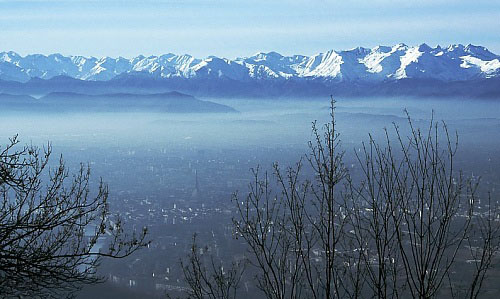
Вид на Турин і Альпи з пагорба
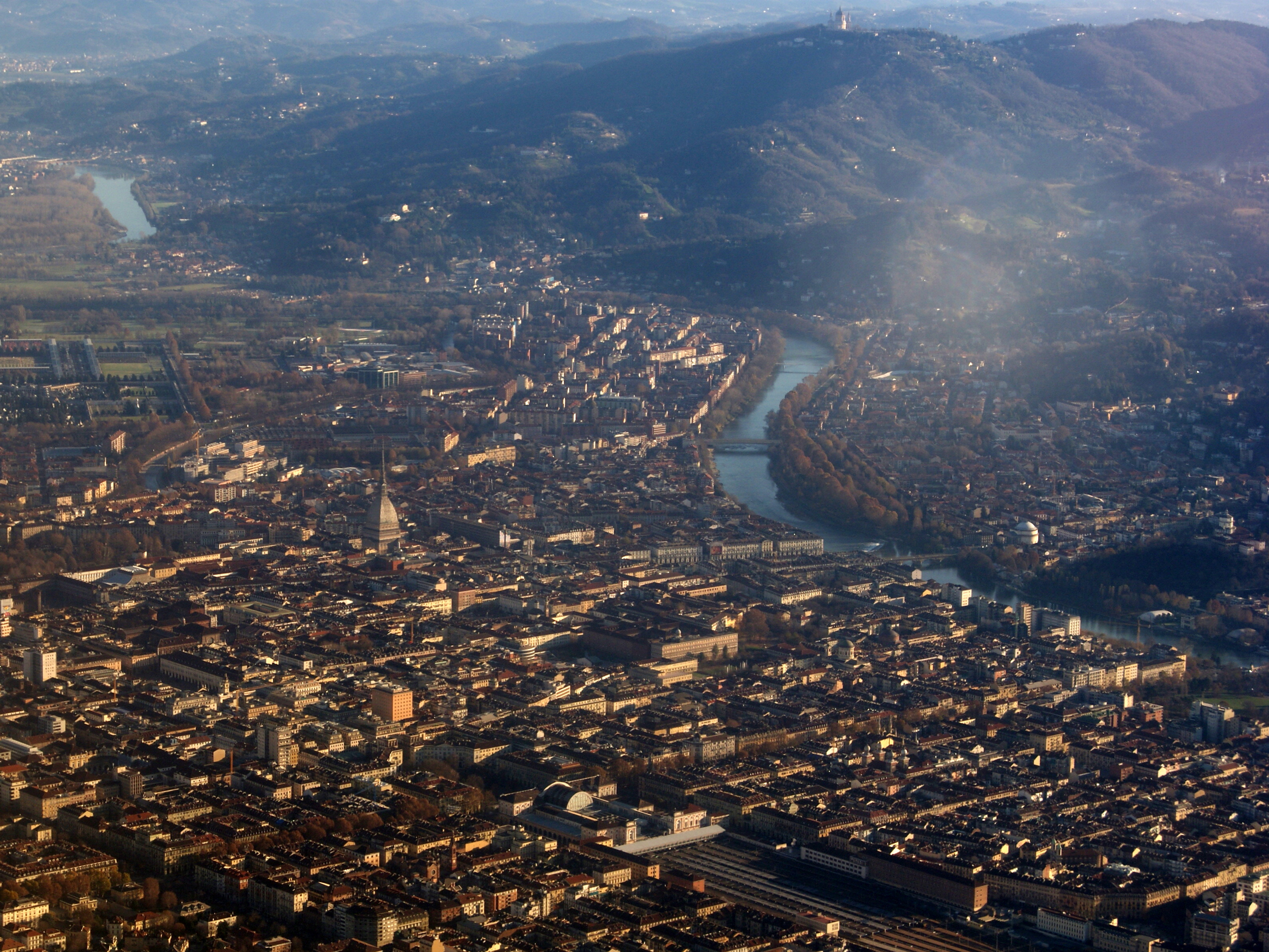
Суперга на фоні Турина